# Gabriel Riera Alemany
Gabriel Riera Alemany (Andrach, 1876 - Barcelona, 1947) fue un militar y político español.

## Biografía
Durante la guerra civil española, fue comandante militar de Pollensa. En julio de 1939, fue nombrado alcalde de Palma de Mallorca, cargo que ocupó hasta 1941.
Fue hermano de Bernat Riera Alemany, conocido como General Riera.